# منتخب ألمانيا تحت 20 سنة لكرة الطائرة للسيدات
منتخب ألمانيا تحت 20 سنة لكرة الطائرة للسيدات هو ممثل ألمانيا الرسمي في المنافسات الدولية في كرة طائرة في فئة كرة الطائرة للسيدات تحت 20 سنة.